# Championnats d'Europe de trampoline 2014
Navigation
Saint-Pétersbourg 2012 édition 2016
La 24e édition des championnats d'Europe de trampoline, double mini-trampoline et tumbling seniors, juniors et U21 ont lieu du 7 au 13 avril 2014 à Guimarães au Portugal.

## Podiums

### Senior
| Épreuves                                   | Or                                         | Argent                                       | Bronze                                         |
| ------------------------------------------ | ------------------------------------------ | -------------------------------------------- | ---------------------------------------------- |
| Hommes                                     |                                            |                                              |                                                |
| Trampoline par équipe résultats détaillés  | Russie 175,73 pts                          | Portugal 171,4 pts                           | Biélorussie 169,010 pts                        |
| Double Mini par équipe résultats détaillés | Russie 114,6 pts                           | Portugal 113,6 pts                           | Royaume-Uni 103,9 pts                          |
| Tumbling par équipe résultats détaillés    | Russie 112,3 pts                           | Danemark 105,1 pts                           | Ukraine 104,3 pts                              |
| Trampoline résultats détaillés             | Uladzislau Hancharou (BLR)                 | Dmitry Ushakov (RUS)                         | Luke Strong (GBR)                              |
| Double Mini résultats détaillés            | Mikhail Zalomin (RUS)                      | Daniel Perez (ESP)                           | Jonas Nordfors (SWE)                           |
| Tumbling résultats détaillés               | Kristof Willerton (GBR)                    | Greg Townley (GBR)                           | Viktor Kyforenko (UKR) Alexander Mironov (RUS) |
| Synchro résultats détaillés                | Sergei Azarian (RUS) Mikhail Melnik (RUS)  | Bartlomiej Hes (POL) Lucas Tomaszewski (POL) | Simon Progin (SUI) Nicolas Schori (SUI)        |
| Femmes                                     |                                            |                                              |                                                |
| Trampoline par équipe résultats détaillés  | Royaume-Uni 160,205 pts                    | Russie 160,17 pts                            | Biélorussie 157,36 pts                         |
| Double Mini par équipe résultats détaillés | Portugal 101,9 pts                         | Russie 100,9 pts                             | Royaume-Uni 98,4 pts                           |
| Tumbling par équipe résultats détaillés    | Royaume-Uni 98,9 pts                       | Russie 96,8 pts                              | Ukraine 84 pts                                 |
| Trampoline résultats détaillés             | Hanna Harchonak (BLR)                      | Katherine Driscoll (GBR)                     | Marina Kiyko (UKR)                             |
| Double Mini résultats détaillés            | Polina Troianova (RUS)                     | Georgia Downing (GBR)                        | Sílvia Saiote (POR)                            |
| Tumbling résultats détaillés               | Lucie Colbeck (GBR)                        | Anastacia Isupova (RUS)                      | Ekaterina Gaas (RUS)                           |
| Synchro résultats détaillés                | Yana Pavlova (RUS) Victoria Voronina (RUS) | Marina Kiyko (UKR) Nataliia Moskvina (UKR)   | Marine Jurbert (FRA) Joëlle Vallez (FRA)       |

### Junior
| Épreuves                                   | Or                                            | Argent                                          | Bronze                                     |
| ------------------------------------------ | --------------------------------------------- | ----------------------------------------------- | ------------------------------------------ |
| Hommes                                     |                                               |                                                 |                                            |
| Trampoline par équipe résultats détaillés  | Russie 163,62 pts                             | Biélorussie 157,325 pts                         | France 155,55 pts                          |
| Double Mini par équipe résultats détaillés | Russie 105,6 pts                              | Espagne 101 pts                                 | Royaume-Uni 97,6 pts                       |
| Tumbling par équipe résultats détaillés    | Russie 102,9 pts                              | Ukraine 101 pts                                 | Biélorussie 99 pts                         |
| Trampoline résultats détaillés             | Oleg Selyutin (RUS)                           | Dmitry Zenkin (RUS)                             | Pedro Ferreira (POR)                       |
| Double Mini résultats détaillés            | Tiago Romao (POR)                             | Vladimir Chechushko (RUS)                       | Marco Laginha (POR)                        |
| Tumbling résultats détaillés               | Oleg Aksamitnyi (UKR)                         | Mikhail Khomchanka (BLR)                        | Elliot Browne (GBR)                        |
| Synchro résultats détaillés                | Artsiom Smirnou (BLR) Artsiom Zhuk (BLR)      | Martin Christensen (DEN) Benjamin Kjær (DEN)    | Eduardo Novelle (ESP) Victor Torre (ESP)   |
| Femmes                                     |                                               |                                                 |                                            |
| Trampoline par équipe résultats détaillés  | Russie 150,055 pts                            | Royaume-Uni 147,29 pts                          | Portugal 142,525 pts                       |
| Double Mini par équipe résultats détaillés | Russie 97,4 pts                               | Portugal 97,2 pts                               | Royaume-Uni 93,6 pts                       |
| Tumbling par équipe résultats détaillés    | Royaume-Uni Portugal 95,9 pts                 |                                                 | Russie 94,6 pts                            |
| Trampoline résultats détaillés             | Isabelle Songhurst (GBR)                      | Léa Labrousse (FRA)                             | Meri golota (RUS)                          |
| Double Mini résultats détaillés            | Evgeniia Pak (RUS)                            | Veronika Kotovshchikova (RUS)                   | Yael Campelo (ESP)                         |
| Tumbling résultats détaillés               | Rachel Davies (GBR)                           | Raquel Pinto (POR)                              | Beatriz Botelho (POR)                      |
| Synchro résultats détaillés                | Alina Kuznetcova (RUS) Anastasia Popova (RUS) | Bethan Davies-Williams (GBR) Olivia Kenny (GBR) | Estelle Bregatta (FRA) Léa Labrousse (FRA) |

## Tableau des médailles

### Seniors
| Rang  | Nation        | Or | Argent | Bronze | Total |
| ----- | ------------- | -- | ------ | ------ | ----- |
| 1     | Russia        | 7  | 5      | 2      | 14    |
| 2     | Great Britain | 4  | 3      | 3      | 10    |
| 3     | Belarus       | 2  | 0      | 2      | 5     |
| 4     | Portugal      | 1  | 2      | 1      | 4     |
| 5     | Ukraine       | 0  | 1      | 4      | 5     |
| 6     | Denmark       | 0  | 1      | 0      | 1     |
| 6     | Spain         | 0  | 1      | 0      | 1     |
| 6     | Poland        | 0  | 1      | 0      | 1     |
| 9     | France        | 0  | 0      | 1      | 1     |
| 9     | Sweden        | 0  | 0      | 1      | 1     |
| 9     | Switzerland   | 0  | 0      | 1      | 1     |
| Total | Total         | 14 | 14     | 15     | 43    |